# Martin Arlofelt
Martin Arlofelt (* 25. Januar 1985 in Hvidovre, Dänemark) ist ein ehemaliger dänischer Fußballspieler.
Arlofelt begann seine Karriere bei Brøndby IF, wo er den Sprung in die erste Mannschaft jedoch nicht schaffte. Deswegen wechselte er 2006 ablösefrei zu Køge BK. Zwei Jahre später ging er zum Nachbarklub Herfølge BK. Die beiden Vereine schlossen sich 2009 zum HB Køge zusammen. Dort kam Arlofelt in einer Erstligasaison auf 16 Einsätze ohne Torerfolg. 2010 beendete er seine Karriere, um sich auf seine Ausbildung zum Elektrotechniker zu konzentrieren.